# Арионы
Арионы (лат. Arion) — род наземных брюхоногих моллюсков семейства арионид (Arionidae).

## Описание
Слизни имеют уплощённое тело. Спина на заднем крае закруглённая. На спине и мантии, обычно, имеются две продольные полосы тёмной окраски. Кишечник в значительной степени перекручен.

## Классификация
В состав рода входят следующие виды:
- Arion ater (Linnaeus, 1758)
- Arion lusitanicus Mabille, 1868
- Arion rufus (Linnaeus, 1758)
- Arion circumscriptus Johnston, 1828
- Arion fasciatus (Nilsson, 1823)
- Arion silvaticus Lohmander, 1937
- Arion distinctus Mabille, 1868
- Arion hortensis A. Férussac, 1819
- Arion intermedius (Normand, 1852)
- Arion alpinus Pollonera, 1887
- Arion fuscus (O. F. Müller, 1774)
- Arion simrothi Künkel, 1909
- Arion subfuscus (Draparnaud, 1805)
- Arion anthracius Bourguignat, 1886
- Arion atripunctatus Dumont & Mortillet, 1853
- Arion baeticus Garrido, Castillejo & Iglesias, 1994
- Arion euthymeanus Florence, 1886
- Arion fagophilus De Winter, 1986
- Arion flagellus Collinge, 1893
- Arion franciscoloi Boato, Bodon & Giusti, 1983
- Arion fuligineus Morelet, 1854
- Arion gilvus Torres Mínguez, 1925
- Arion hispanicus Simroth, 1886
- Arion iratii Garrido, Castillejo & Iglesias, 1995
- Arion isseli Lessona & Pollonera, 1882
- Arion lizarrustii Garrido, Castillejo & Iglesias, 1995
- Arion magnus Torres Minguez, 1923
- Arion molinae Garrido, Castillejo & Iglesias, 1995
- Arion nobrei Pollonera, 1889
- Arion owenii Davies, 1979
- Arion paularensis Wiktor & Parejo, 1989
- Arion urbiae De Winter, 1986
- Arion vejdowskyi Babor & Kostal, 1893
- Arion vulgaris  Moquin-Tandon, 1855
- Arion wiktori Parejo & Martin, 1990

## Распространение
Представители рода встречаются в Европе, на Урале, в Сибири и на Дальнем Востоке. Некоторые виды были завезены человеком в Северную Америку.